# Turmhügel Schmiedorf
Der Turmhügel Schmiedorf ist eine abgegangene Turmhügelburg (Motte) im Süden von Schmiedorf, einem Gemeindeteil der Gemeinde Roßbach im Landkreis Rottal-Inn in Niederbayern. Die Anlage wird als Bodendenkmal unter der Aktennummer D-2-7343-0427 im Bayernatlas mit der Beschreibung „verebneter Turmhügel des hohen oder späten Mittelalters und Hofmarksitz der frühen Neuzeit“ geführt.

## Beschreibung
Der Turmhügel Schmiedorf lag 100 m südsüdwestlich der Filialkirche St. Johannes der Täufer und unmittelbar nördlich des Kollbachs. Im Urkataster von Bayern ist eine viereckige Anlage von 28 m (in Ost-West-Richtung) und 35 m (in Nord-Süd-Richtung) zu erkennen. Heute ist davon obertägig nichts mehr vorhanden, der nördliche Teil des Areals ist partiell von Häusern (Schmiedorf 1) überbaut, der südliche Teil ist eine Wiese.